# Super Mario Bros.: The Lost Levels
Super Mario Bros.: The Lost Levels (Super Mario Bros. 2 in Japan) is een computerspel, gemaakt door Nintendo. Het spel is een vervolg op Nintendo's Super Mario Bros. Het werd eerst uitgebracht in Japan op 3 juni 1986 voor de Famicom Disk System. Het spel lijkt erg op Super Mario Bros., grafisch en op het gebied van gameplay. Het wordt gezien als een van de moeilijkste spellen in de Super Mario-serie.
Het spel is verschenen voor de Virtual Console.
Super Mario Bros.:The Lost Levels was onderdeel van Super Mario All-Stars.